# أوجين موريل
أوجين موريل (بالفرنسية: Eugène Morel) هو ناقد أدبي وكاتب وأمين مكتبة فرنسي، ولد في 21 يونيو 1869 في الدائرة الثالثة في باريس في فرنسا، وتوفي في 23 مارس 1934 في ميدون في فرنسا.